# Młodszy inspektor Policji
Młodszy inspektor Policji (mł. insp.) – stopień oficerski w korpusie oficerów starszych Policji. Niższym stopniem jest podinspektor, a wyższym inspektor. Nadanie wyższego stopnia nie może nastąpić wcześniej niż po przesłużeniu w stopniu młodszego inspektora 4 lat. Odpowiednik wojskowego stopnia podpułkownika oraz brygadiera w Państwowej Straży Pożarnej.